# コトリボイス
株式会社コトリボイスは、かつて存在した日本の芸能事務所。声優のマネージメントを行うほか、ゲームや動画などの音響制作も行っていた。
フリーランスの声優が集まる音響制作会社として創業したが、2016年5月より正式に声優プロダクション事業を始めた。2024年8月31日付で解散。

## 解散発表時の主な所属・提携タレント

### 男性
- 藤野裕規
- 須田勝也（現所属：パワー・ライズ）
- 根岸耀太朗（現所属： クロコダイル）
- 上田こうすけ

### 女性
- 中川亜紀子（現所属：mitt management）
- 夏樹リオ（現所属：アプトプロ）
- 水桐けいと（現所属：ラブトラックス）
- 夏代めぐみ（現所属：クロコダイル）
- 梅田朱理
- 得本綾

### 業務提携
- 笹島かほる（現所属：INSPIONエージェンシー）
- 土屋実紀

## 過去の所属声優
- 村岡仁美

## コトリカフェ
2019年12月6日に喫茶店「コトリカフェ」を調布市若葉町にオープンさせ、代表取締役の子吉信成がオーナーを務めていた。所属声優が声を当てているゲーム等のグッズ販売も行っており、同月12日にはゲーム『モチ上ガール』のコラボカフェイベントを実施した。2020年9月をもって閉店した。
跡地は、10月1日よりコーヒー焙煎士の夏井貴洋による「Cafe Friend Blend」として再オープンしている。